# Billy Elliot – I Will Dance
Billy Elliot – I Will Dance ist der Debütfilm des britischen Regisseurs Stephen Daldry. Der Film basiert auf einem Originaldrehbuch von Lee Hall.

## Handlung
Der Film spielt während des britischen Bergarbeiterstreiks 1984/1985. Im nordenglischen County Durham streiken die Bergleute gegen die Schließung staatlicher Bergwerke. Die Stimmung ist so aufgeheizt, dass es immer wieder zu Straßenkämpfen zwischen Streikenden, Streikbrechern und der Polizei kommt. Auch die Arbeiterfamilie Elliot nimmt am Streik teil. Sowohl der Vater Jackie Elliot als auch sein älterer Sohn Tony arbeiten im Bergbau, der elfjährige Billy geht zur Schule, die Mutter ist kürzlich verstorben. Im Haus wohnt noch Billys senile Großmutter, um die er sich kümmert.
Für Jackie ist es selbstverständlich, dass sein Sohn traditionell zum Boxunterricht geht, den er ihm trotz knapper Mittel finanziert. Billy hat jedoch für das Boxen weder Begabung noch Interesse. Als er eines Abends allein weitertrainieren soll, ist er von der Ballettstunde fasziniert, die vorübergehend in derselben Halle stattfindet, und nimmt kurzentschlossen daran teil. Auch die Ballettlehrerin Mrs. Wilkinson erkennt Billys Talent sofort und bietet ihm später sogar Einzelunterricht an. Seiner Familie gegenüber hält Billy geheim, dass er Tanzstunden statt Boxunterricht nimmt.
Doch einige Wochen später erfährt Jackie davon, holt Billy direkt aus der Ballettstunde und verbietet ihm entschieden, weiterhin am Tanzunterricht teilzunehmen. Offen sagt er nur allgemein, das sei nichts für einen Jungen – seinen Andeutungen nach scheint er zu befürchten, dass Billy vom Tanzen homosexuell wird. Billy ist jedoch entschlossen, den gefundenen Weg weiterzugehen. Das führt zu Spannungen innerhalb der Familie. Unterstützt wird Billy nur von seiner Großmutter, deren Meinung jedoch niemand ernst nimmt. Sie hatte selbst tänzerisches Talent, aber keine Möglichkeit, es zu entwickeln.
Mrs. Wilkinson meldet Billy zu einem in Newcastle stattfindenden Vortanzen einer der renommiertesten Ballettschulen des Landes an, der Royal Ballet School in London, und möchte mit ihm dort hinfahren. Sie wartet vergeblich, weil Billys Familie Tony beistehen muss, der bei einem entgleisten Straßenkampf festgenommen wurde. Spontan besucht sie Billys Familie persönlich, um Billys Interessen deutlich zu machen, was jedoch in einer heftigen Auseinandersetzung endet.
Die Situation ändert sich am Weihnachtsabend, als Billy von seinem Vater in der Sporthalle beim gemeinsamen Tanz mit seinem besten Freund Michael überrascht wird und, statt wie zuvor klein beizugeben, ihm trotzig-entschlossen vortanzt, was er schon kann. Nun spürt Jackie Billys Begeisterung und auch Begabung fürs Tanzen und entschließt sich dazu, ihm doch zumindest das Vortanzen an der Ballettschule zu ermöglichen. Dazu müssen sie allerdings nach London fahren, ohne die Unterstützung von Mrs. Wilkinson. Um das finanzieren zu können, ist Jackie sogar dazu bereit, im Arbeitskampf die Seite zu wechseln und zum verhassten Streikbrecher zu werden. Davon hält Tony ihn ab. Gemeinsam mit ihren streikenden Kumpels bringen sie genügend Geld auf.
Die Aufnahmeprüfung verläuft jedoch nicht günstig: Abgesehen davon, dass Billy kaum klassisches Ballett gelernt hat, das dort anscheinend von ihm erwartet wird, wird er aus Frust gegenüber einem anderen Jungen, der ihn trösten will, handgreiflich. Er kann zwar in einem abschließenden Gespräch deutlich machen, was er selbst beim Tanzen empfindet, aber die beiden fahren ohne große Erwartungen wieder zurück. Als nach einigen Wochen schließlich der langerwartete Brief aus London kommt, öffnet Billy ihn erst nach langem Zögern und nimmt erstaunt zur Kenntnis, dass die Schule ihn aufnimmt. Das bedeutet jedoch auch, dass er seine Familie verlassen und nach London ziehen muss.
Die Abreise des jungen Billy blendet über in eine andere Fahrt, auf der Jahre später Billys Vater und Tony zu Billys erstem großen Auftritt nach London fahren, als Solotänzer in Matthew Bournes Fassung von Tschaikowskis Schwanensee, in der die Schwäne von Männern getanzt werden. Mit Jackies überwältigtem Gesichtsausdruck bei Billys Auftritt endet der Film.

## Synchronisation
Die deutsche Synchronfassung entstand bei der Interopa Film GmbH, Berlin. Lutz Riedel schrieb das Dialogbuch und Marianne Groß führte Regie.
| Rolle             | Schauspieler     | Deutscher Sprecher |
| ----------------- | ---------------- | ------------------ |
| Billy Elliot      | Jamie Bell       | Nicolás Artajo     |
| Mrs. Wilkinson    | Julie Walters    | Judy Winter        |
| Tony Elliot       | Jamie Draven     | Björn Schalla      |
| Jackie Elliot     | Gary Lewis       | Jan Spitzer        |
| Billys Großmutter | Jean Heywood     | Ingeborg Wellmann  |
| Debbie Wilkinson  | Nicola Blackwell | Katrina Meyer      |
| Michael           | Stuart Wells     | Nick Forsberg      |

## Hintergrund
Der Film wurde in England gedreht. Das Budget des Films wird auf 5 Millionen US-Dollar geschätzt. Am 19. Mai 2000 feierte der Film seine Weltpremiere bei den Internationalen Filmfestspielen von Cannes. Es folgten weitere Vorführungen bei diversen Filmfestivals. Im Vereinigten Königreich war der Film ab dem 29. September 2000 zu sehen, in den USA lief er am 13. Oktober 2000 an. In den deutschen und Schweizer Kinos wurde der Film ab dem 30. November 2000 gezeigt. Am Eröffnungswochenende spielte der Film in den USA über 215.000 US-Dollar ein, insgesamt kam er dort auf Einnahmen in Höhe von knapp 22 Millionen US-Dollar. In England wurden am Eröffnungswochenende über 1,5 Millionen Pfund Sterling eingenommen, insgesamt beliefen sich die Einnahmen in England auf knapp 17 Millionen Pfund Sterling. Weltweit wurden Einnahmen in Höhe von über 109 Millionen US-Dollar verbucht. An den deutschen Kinokassen wurden mehr als 1,3 Millionen Zuschauer gezählt, in der Schweiz waren es mehr als 450.000 Zuschauer.
Ursprünglich sollte der Film unter dem Titel Dancer veröffentlicht werden, aufgrund der Verwechslungsgefahr mit dem Film Dancer in the Dark wurde der Titel des Films jedoch geändert.
Teilweise wurde der Film inspiriert durch das Leben des professionellen Balletttänzers Philip Mosley, der wie die Titelfigur aus dem Norden Englands aus einer Familie von Bergarbeitern kommt. Lee Hall lernte ihn bei den Recherchen zu seinem Drehbuch kennen.
Die Londoner Royal Ballet School wurde im Film durch Wardour Castle in Wiltshire ersetzt.
Im Film wird ein kurzer Schwarzweiß-Ausschnitt aus dem Film Ich tanz’ mich in dein Herz hinein von 1935 mit Fred Astaire gezeigt.

## Filmmusik
Im Film sind unter anderem folgende Musiktitel zu hören:
- „Cosmic Dancer“ – T. Rex
- „Get It On“ – T. Rex
- „Town Called Malice“ – The Jam
- „I Love to Boogie“ – T. Rex
- „London Calling“ – The Clash
- „Children of the Revolution“ – T. Rex
- „Shout to the Top“ – The Style Council
- „Walls Come Tumbling Down“ – The Style Council
- „Ride a White Swan“ – T. Rex
- „Burning Up“ – Eagle Eye Cherry
- „I Believe“ – Stephen Gately

## Kritik
Die Redaktion von Cinema urteilt: „Das melodramatische Spielfilmdebüt von Stephen Daldry bettet gekonnt die bittersüße Story in einen harten, aber herzlichen Realismus. »Lebe deinen Traum«, sagt der Film. »O.k., gemacht«, ruft man begeistert zurück.“
Nach Urteil des Lexikon des internationalen Films ist der Film ein „aufwendig in Szene gesetztes Drama, das das ganze Spektrum emotionaler Verführungskunst zum Einsatz bringt. Von der ausgefallenen Kulisse und den ausgefeilten Charakteren weiß der Film ebenso zu profitieren wie von der mitreißenden Musik.“
BR-Online resümiert: „Doch keine Minute entgleitet »Billy Elliot« zu einer grauen Sozialstudie. Kameramann Brian Tufano, der schon in Filmen wie »Trainspotting« und »Quadrophenia« zeigte, dass er ein Meister des visuellen Realismus ist, gelingen so kraftvolle, wie poetische Bilder. Wer schon an Filmen wie »Brassed off« und »Ganz oder gar nicht« seine Freude hatte, wird in »Billy Elliot« alle Qualitäten des aktuellen britischen Kinos wiederentdecken. Humor, Authentizität und viel, viel Gefühl.“

## Auszeichnungen
Billy Elliot – I Will Dance wurde mit fünfzig Filmpreisen und der gleichen Anzahl an Nominierungen gewürdigt. Der Darsteller des Titelhelden, Jamie Bell, gewann den britischen BAFTA Award als bester Hauptdarsteller und setzte sich damit 2001 gegen vier Oscarpreisträger (Russell Crowe, Michael Douglas, Tom Hanks und Geoffrey Rush) durch, die ebenfalls in derselben Kategorie nominiert waren. Für den Oscar nominiert wurden Regisseur Stephen Daldry, das Originaldrehbuch von Lee Hall und Julie Walters, die als Billys Ballettlehrerin agiert.
BAFTA Awards 2001
- Bester britischer Film
- Bester Hauptdarsteller: Jamie Bell
- Beste Nebendarstellerin: Julie Walters

Nominierung in den Kategorien:
- Bester Film
- Beste Regie: Stephen Daldry
- Bester Nebendarsteller: Gary Lewis
- Bestes Original-Drehbuch: Lee Hall
- Beste Filmmusik: Stephen Warbeck
- Beste Kamera: Brian Tufano
- Bester Ton: Zane Hayward, Mark Holding, Mike Prestwood Smith
- Bester Schnitt: John Wilson
- Beste Nachwuchsleistung:
  - Stephen Daldry (Regie)
  - Lee Hall (Drehbuch)

Golden Globe Awards 2001
Nominierung in den Kategorien:
- Bester Film (Drama)
- Beste Regie: Stephen Daldry
- Beste Nebendarstellerin: Julie Walters

Oscarverleihung 2001
Nominierung in den Kategorien:
- Beste Regie: Stephen Daldry
- Beste Nebendarstellerin: Julie Walters
- Bestes Original-Drehbuch: Lee Hall

Screen Actors Guild Awards 2001
Nominierung in den Kategorien:
- Bester Hauptdarsteller: Jamie Bell
- Beste Nebendarstellerin: Julie Walters
- Bestes Schauspielensemble

British Independent Film Awards 2000
- Bester britischer Independentfilm
- Beste Regie: Stephen Daldry
- Bester Newcomer (On Screen): Jamie Bell
- Bestes Drehbuch: Lee Hall

Nominierung in der Kategorie:
- Beste Schauspielerin: Julie Walters

César 2001
Nominierung in der Kategorie:
- Bester ausländischer Film

Empire Awards 2001
- Bester britischer Film
- Beste britische Schauspielerin: Julie Walters
- Bester Newcomer: Jamie Bell

Nominierung in der Kategorie:
- Bester britischer Regisseur: Stephen Daldry

Prix Lumières 2002
- Bester ausländischer Film

Die Deutsche Film- und Medienbewertung FBW in Wiesbaden verlieh dem Film das Prädikat besonders wertvoll.

## Musical
Regisseur Stephen Daldry realisierte im Jahr 2004 mit einem Budget in Höhe von 5,5 Millionen Pfund Sterling eine Musical-Version des Filmes. Seit dem 12. Mai 2005 läuft das Stück mit großem Erfolg im Londoner Victoria Palace Theatre. Für die Musik des Musicals konnte Daldry Elton John gewinnen, der Daldry in Cannes mit der Idee zur Adaption des Filmes als Musical ansprach. Das Buch und die Texte schrieb Lee Hall. Von Oktober 2007 bis Dezember 2008 lief das Musical auch in Sydney im Capitol Theatre mit großem Erfolg und wechselte dann planmäßig nach Melbourne, wo es ebenfalls begeistert aufgenommen wurde. Seit Oktober 2008 läuft es im Imperial Theater am Broadway New York mit ebenso großem Erfolg, wofür der Film mit einem Budget von 18 Millionen US-Dollar adaptiert wurde. Im Juni 2009 gewann das Musical 10 Tony Awards.
Im September 2014 wurde das Musical live in Kinos auf der ganzen Welt ausgestrahlt.